# Vrede van Longjumeau

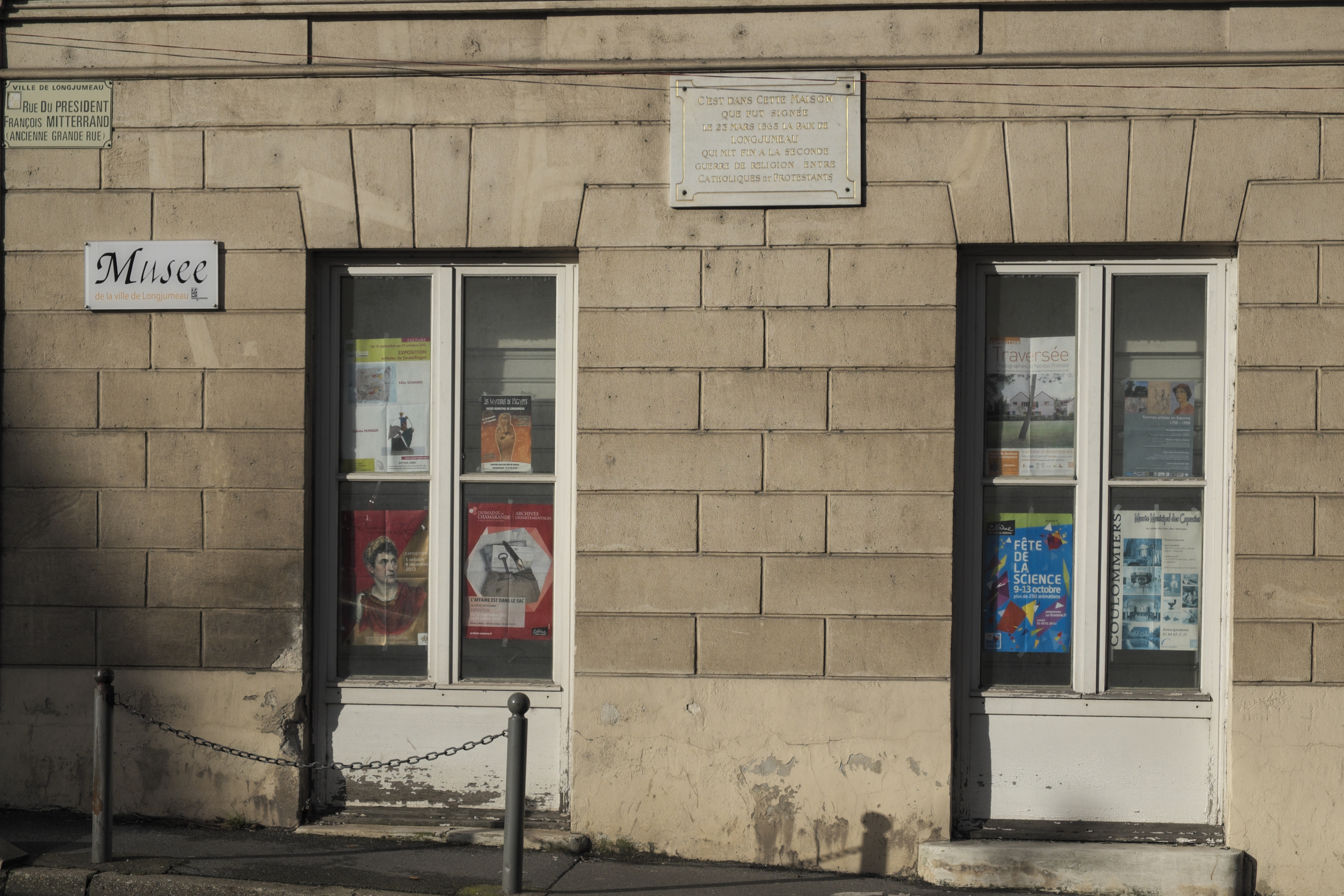
Herdenkingsplaat

De Vrede van Longjumeau beëindigde de tweede oorlog tijdens de Hugenotenoorlogen en werd gesloten op 23 maart 1568. 
De oorlog eindigde onbeslist en beide partijen, katholieken en protestanten, snakten naar een rustperiode, omdat het ze ontbrak aan de nodige gelden.
Het Edict van Amboise werd hernieuwd, wat neerkwam op een geloofscentrum per rechtsgebied met uitzondering van Parijs en het geloof mocht niet binnen de stadsmuren publiekelijk beleden worden.
De vrede was eigenlijk meer een bestand, een "kreupele vrede", omdat ze gesloten was door de baron van Biron, die kreupel was.